# Roccabianca

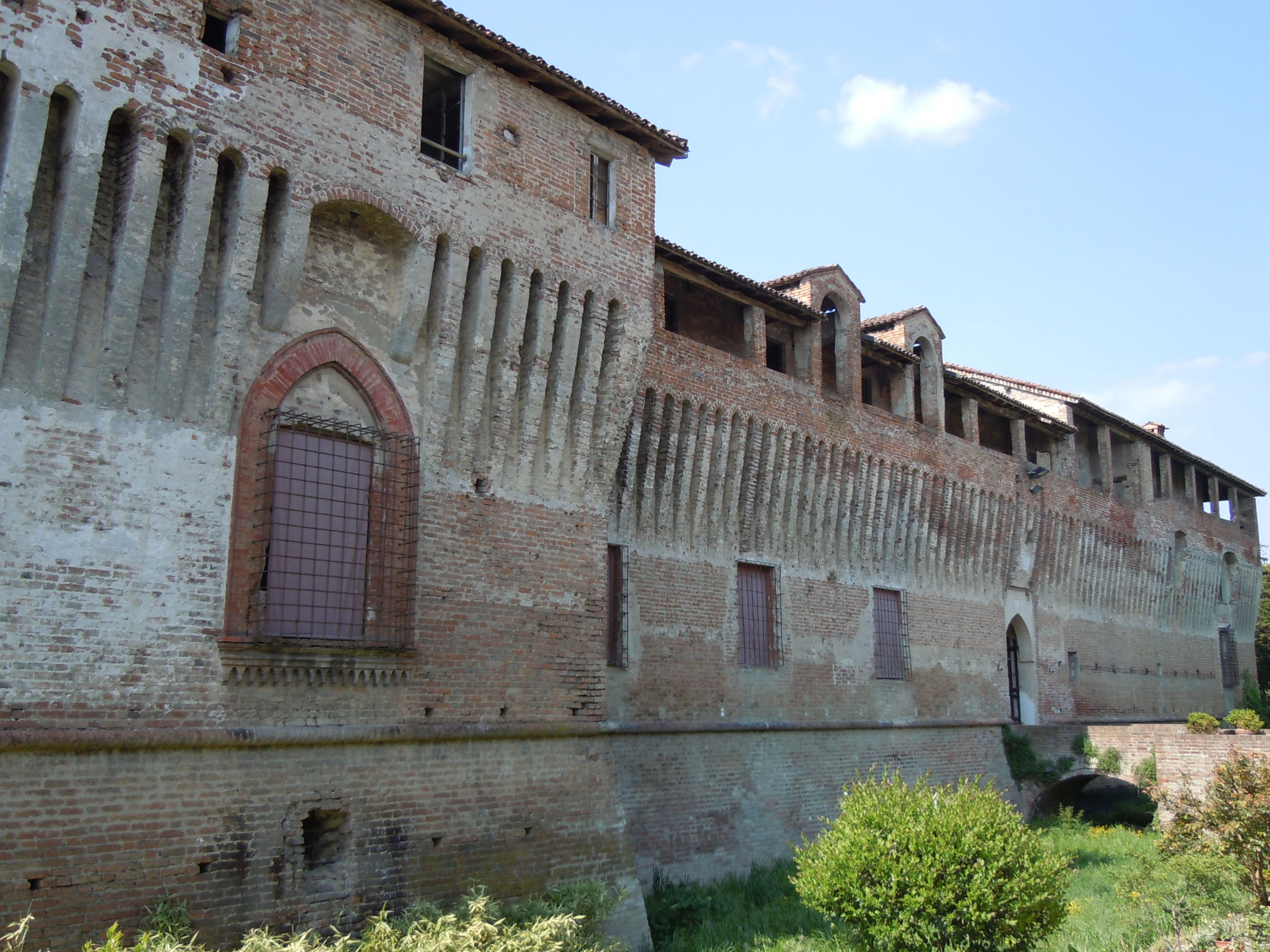
Befestigungsanlage Rocca dei Rossi in Roccabianca aus der Zeit zwischen 1446 und 1463

Roccabianca (aus ital. rocca ‚Fels‘ und bianco ‚weiß‘ zusammengesetzt, also in etwa Weißenfels) ist eine italienische Gemeinde (comune) mit 2947 Einwohnern (Stand 31. Dezember 2023) in der Provinz Parma in der Emilia-Romagna.

## Geographie
Die Gemeinde liegt etwa 25 Kilometer nordnordwestlich von Parma am Po. Der Taro bildet die östliche Grenze der Gemeinde.

## Geschichte
Der ursprüngliche Kern der heutigen Roccabianca, damals bekannt als Rezinoldo (oder Arzenoldo), wurde wahrscheinlich zum ersten Mal in einem Diplom erwähnt, das Kaiser Friedrich Barbarossa 1189 ausstellte, als er den Marquis Oberto Pallavicino mit dem Lehen betraute.
Im Jahr 1375 bestätigte der römisch-deutsche König Wenzel von Luxemburg die Rechte von Niccolò Pallavicino an Ragazzola, während Kaiser Sigismund von Luxemburg 1416 bescheinigte, dass Rezinoldo den Brüdern Giacomo und Pier Maria I. de’ Rossi gehörte. Die Zusammenstöße zwischen den beiden wichtigen Familien verschärften sich und führten dazu, dass die Familie Pallavicino die Güter von Zibello, Ragazzola und Rezinoldo eroberte und in Brand setzte.
Im Jahr 1449 verlieh der Herzog von Mailand Francesco Sforza offiziell das Lehen an der Adelsfamilie de’ Rossi; im folgenden Jahr begann Pier Maria II. de’ Rossi (1413–1482), italienischer Herr und Condottiere mit dem Bau der mächtigen Festung, der 1465 abgeschlossen wurde; 1467 schenkte der Graf die Burg seiner Geliebten Bianca Pellegrini.

## Sehenswürdigkeiten
- Rocca dei Rossi.
- Pfarrkirche San Bartolomeo e Michele.
- Teatro Arena del Sole.

## Persönlichkeiten
- Danesio dei Maineri (* um 1430 erstmals erwähnt 1452 in Cremona; †  Juli 1482 in Roccabianca), Militär- und Artillerieingenieur Tätig an der Verstärkung der Burg Montebello in Bellinzona[2]
- Giovannino Guareschi (1908–1968), Journalist und Schriftsteller